# Stadtfriedhof (Braunschweig)

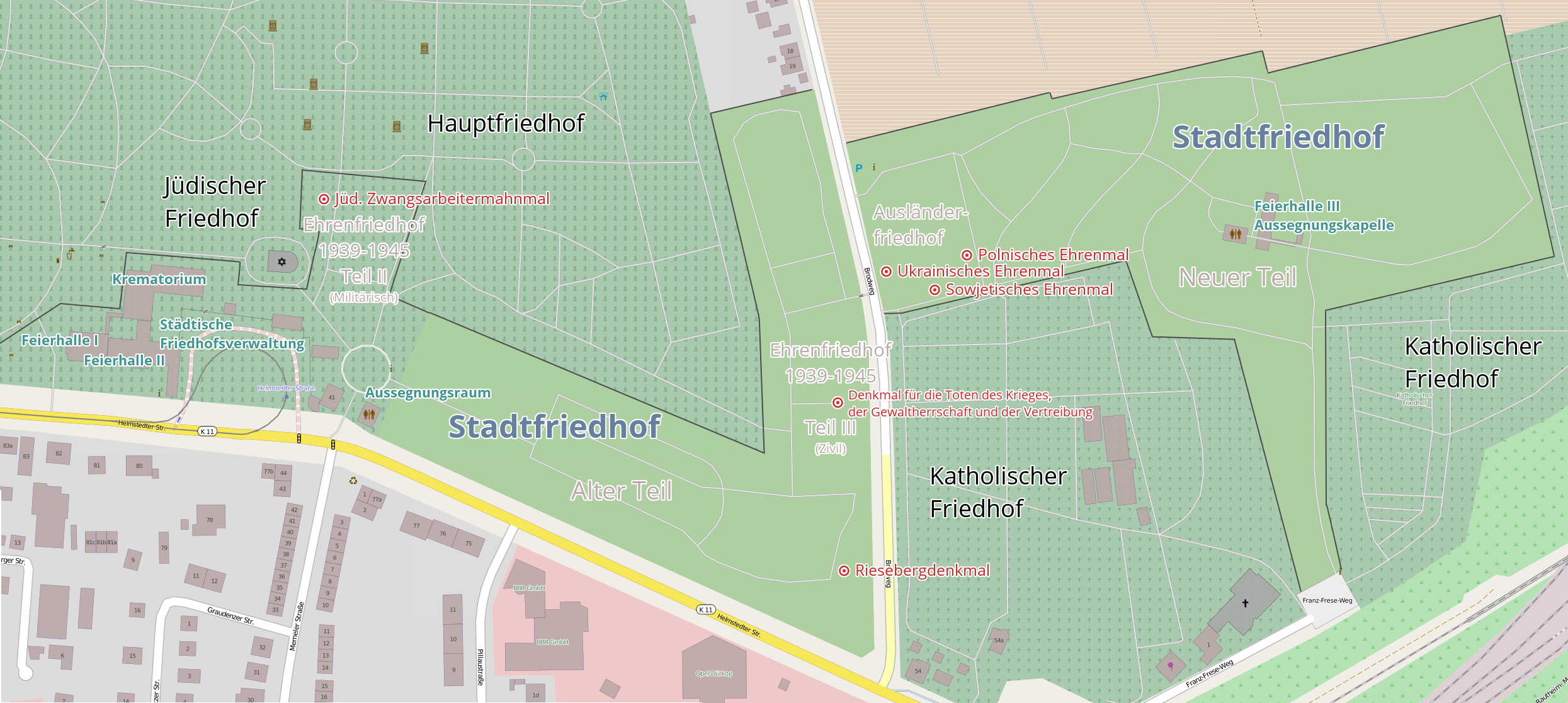
Plan des Stadtfriedhofs

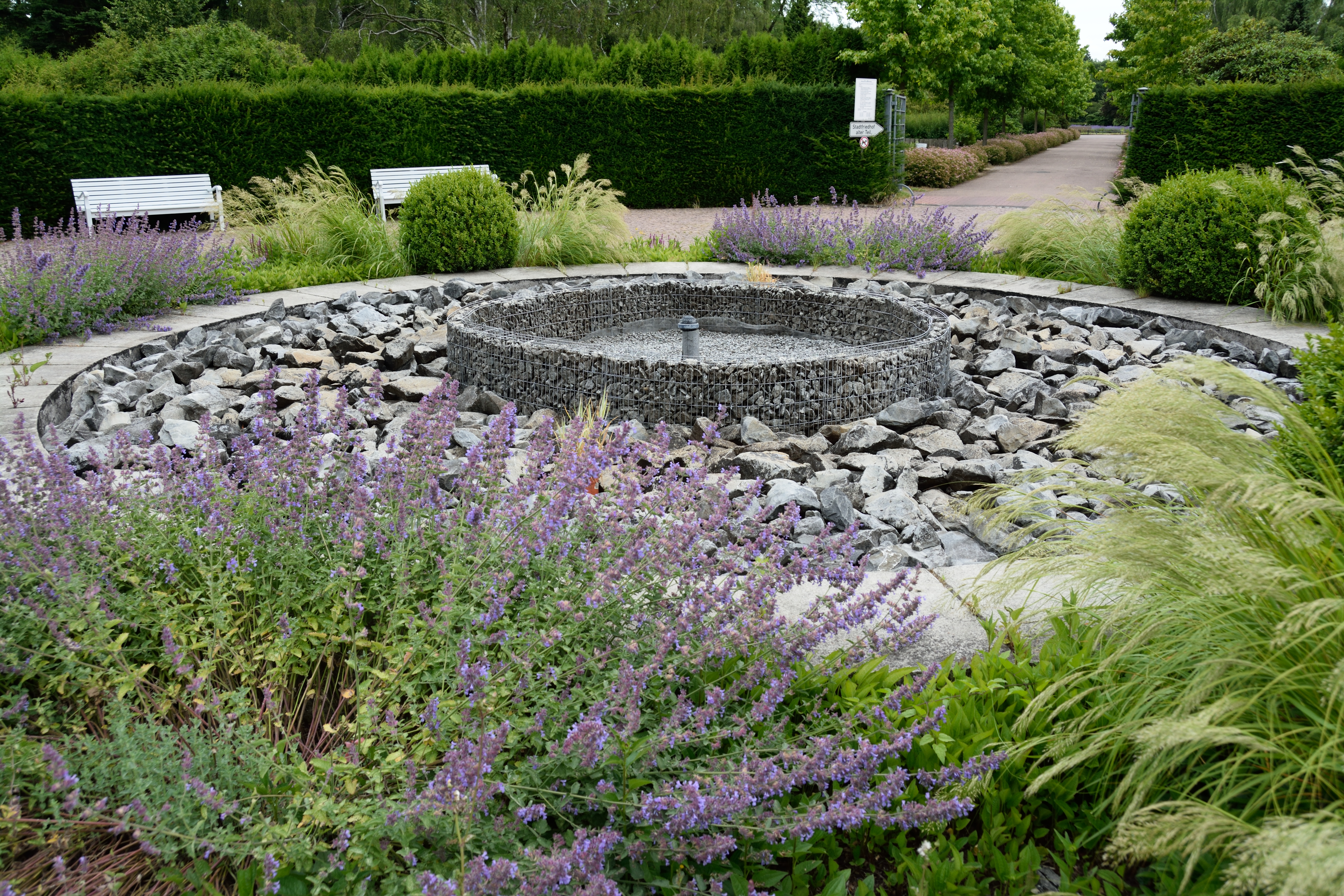
Eingangsbereich Helmstedter Straße

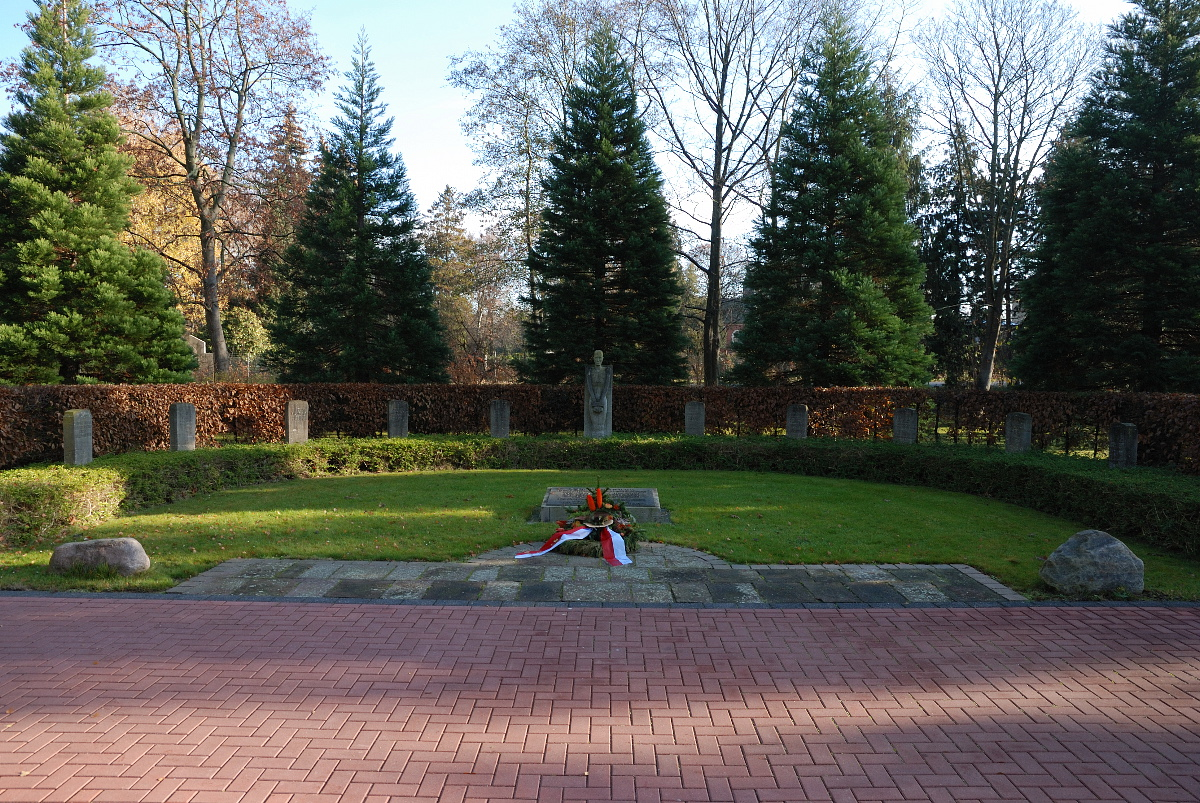
Das Riesebergdenkmal

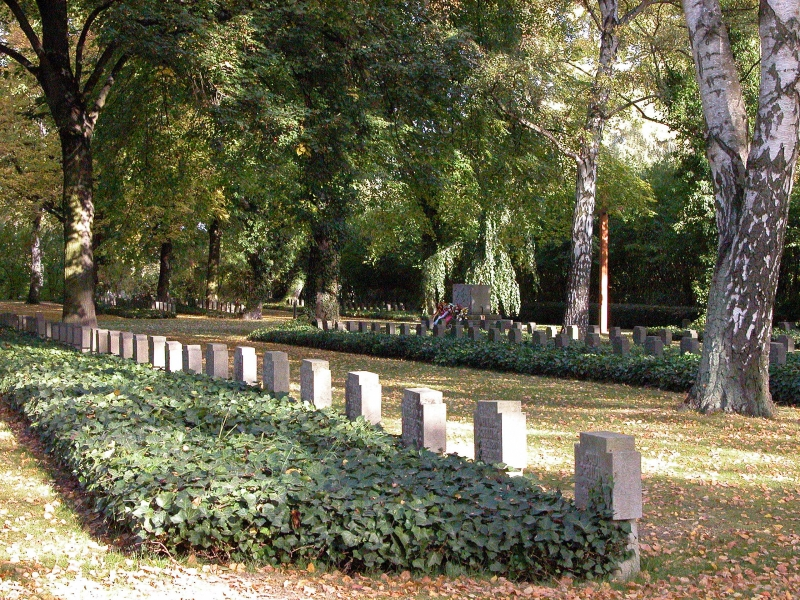
Gräber der Bombenopfer von 1944 auf dem Ehrenfriedhof

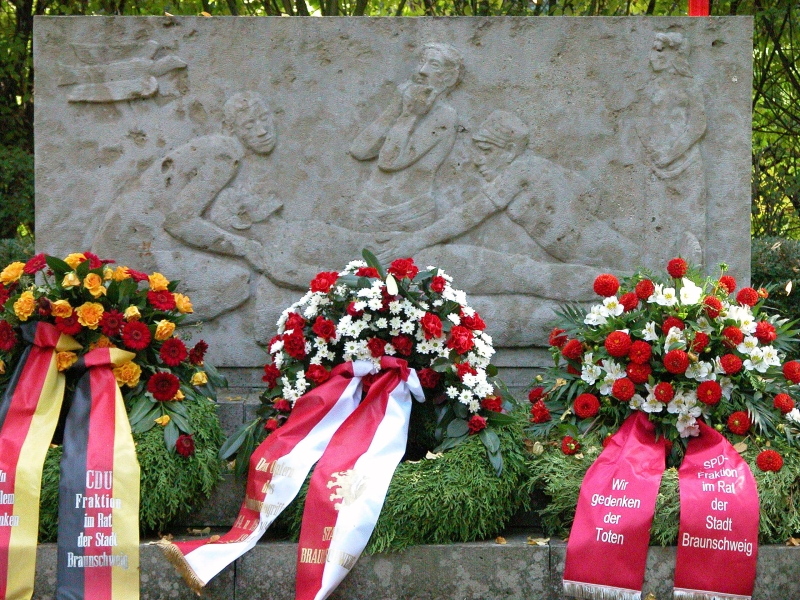
Denkmal „Den Toten des Krieges, der Gewaltherrschaft, der Vertreibung“

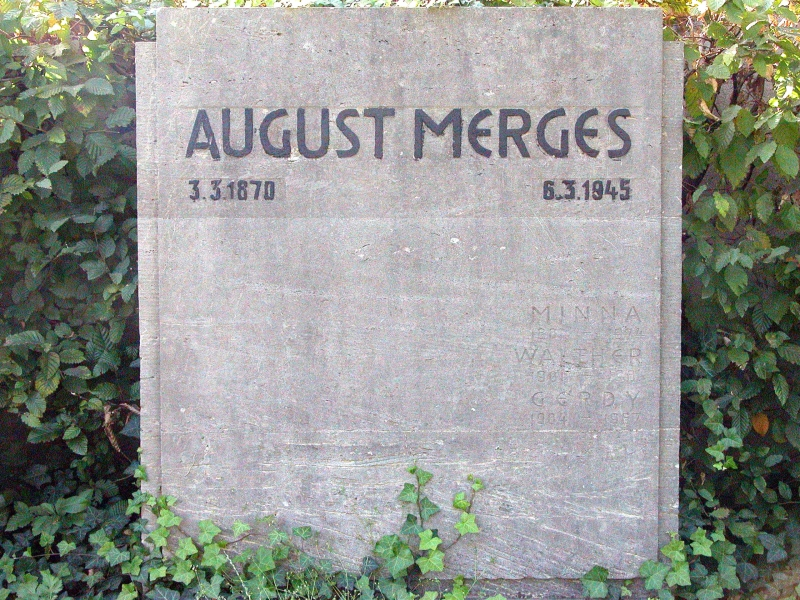
Grabmal von August Merges

Der Stadtfriedhof in Braunschweig ist ein kommunaler Friedhof. Der konfessionslose Friedhof in Trägerschaft der Stadt Braunschweig wurde 1914 angelegt. Auf der Anlage des Stadtfriedhofs befinden sich die Städtische Friedhofsverwaltung, das Krematorium, der zivile Ehrenfriedhof und der Ausländerfriedhof. Hier befand sich auch der ehemalige Urnenfriedhof, der heute Teil des Stadtfriedhofs ist. Er ist etwa 10 Hektar groß. Der Friedhof ist letzte Ruhestätte zahlreicher bekannter Persönlichkeiten.
Der Stadtfriedhof liegt an der Helmstedter Straße, am Brodweg und am Franz-Frese-Weg und befindet sich zwischen dem evangelischen Hauptfriedhof und dem Katholischen Friedhof. Ferner grenzt auch der Jüdische Friedhof an den Stadtfriedhof. Er besteht aus einem Alten Teil an der Helmstedter Straße und einem Neuen Teil am Franz-Frese-Weg.
Der Stadtfriedhof verfügt über drei Trauerhallen und einen Aussegnungsraum. Es gibt sowohl Urnengräber als auch Erdgräber, Urnenhaine und Kolumbarien.

## Geschichte
Der Stadtfriedhof wurde 1914 angelegt. Bereits 1913 wurde eine Trauerhalle (Feierhalle 1) fertiggestellt. Sie bietet bei Trauerfeiern bis zu 180 Personen Platz. 1915 wurden die Bauarbeiten am Krematorium beendet und dieser in Betrieb genommen. Damals wurden pro Jahr noch durchschnittlich 24 Personen eingeäschert. Am 28. Juni 1930 wurde der städtische Urnenfriedhof an der Helmstedter Straße eröffnet. Als beim größten Luftangriff auf Braunschweig am 15. Oktober 1944 eine große Zahl an Bürgern umkam, wurde ein Teil von ihnen auf dem Ehrenfriedhof bestattet. Die Beisetzungen fanden am 23. Oktober und am 1. November statt.
In den 1950er Jahren wurde die Feierhalle 2 erbaut. Sie bietet etwa 50 Personen Platz. Am 27. November 1956 übernahm das Friedhofsamt der Stadt den neu ausgestellten Ehrenteil I vom Hauptfriedhof. Am 6. Juli 1958 wurde das Riesebergdenkmal eingeweiht, als Mahnmal für die Opfer von Rieseberg aus dem Jahr 1933. Am 18. November 1962 wurde der Gedenkstein für die Toten beider Weltkriege, der Gewaltherrschaft und der Vertreibung enthüllt. Am 18. Oktober 1964 fand eine Gedenkstunde für die Opfer des 15. Oktober 1944 am Ehrenmal für die Opfer des Krieges und der Gewaltherrschaft statt. Bei der Ratssitzung am 12. April 1967 wurde eine Erweiterung des Urnenfriedhofs thematisiert. Seit April 1974 existiert  ein Urnenhain für anonyme Bestattungen, auf dem eine Plastik mit dem Titel Besinnung aufgestellt wurde. Am 26. Juni 1974 wurden 50 verstorbene russische Kriegsgefangene auf den Ausländerfriedhof umgebettet. Sie lagen vorher verstreut in Gräbern auf dem Hauptfriedhof, in Gliesmarode und in Querum.
1999 wurden die Ofenanlagen des Krematoriums auf den modernsten Stand gebracht. 2006 wurde die neue moderne Feierhalle 3 fertiggestellt. Sie bietet Raum für etwa 60 Trauergäste. Seit 2006 gibt es auch Urnenwände (Kolumbarien) als Bestattungsstätten auf dem Stadtfriedhof. Um das Jahr 2010 fanden im Krematorium, das drei Öfen besitzt, durchschnittlich 3800 Einäscherungen pro Jahr statt. Um Eltern fehl- oder totgeborener Kinder eine Möglichkeit der Bestattung und des Gedenkens an ihre verstorbenen Kinder zu geben, wurde der Garten der Sternenkinder eingerichtet. Er wurde anstelle der bisherigen Gedenkstätte für Fehl- und Totgeburten angelegt. 2013 wurde das Denkmal für Minna Faßhauer von Tobias Vergin (* 1972) auf dem Stadtfriedhof eingeweiht. 2013 wurde der Bau eines Waschhauses beschlossen, der an der Feierhalle 3 errichtet werden soll. Er soll für die Bestattung muslimischer Personen und eventuell für jüdische Personen dienen.

## Grabmale und Bestattete
Gedenkstein für Georg Eckert (1912–1974), deutscher Pädagoge, Ethnologe, Historiker und Politiker
Auf dem Stadtfriedhof befinden sich einige Ehrengräber, die in der Abteilung 33 zu finden sind:
- Otto Bennemann (1903–2003), deutscher Politiker, Ratsmitglied und Oberbürgermeister der Stadt Braunschweig, Ehrenbürger der Stadt Braunschweig mit seiner Ehefrau Franziska Bennemann (1905–1986), deutsche Politikerin, Abteilung 33/33
- Martha Fuchs (1892–1966), deutsche Politikerin, Oberbürgermeisterin der Stadt Braunschweig, Abteilung 33/19
- Erich Walter Lotz (1895–1966), deutscher Lehrer und Politiker, Oberstadtdirektor, Abteilung 33/28
- Walter Schmidt (1907–1997), deutscher Politiker, Ehrenbürger der Stadt Braunschweig, Abteilung 33/17

Einige ermordete und im Krieg umgekommene Antifaschisten und Widerstandskämpfer gegen die nationalsozialistische Diktatur wurden hier beigesetzt:
- Rudolf Claus (1893–1935), Funktionär und Sekretär der Roten Hilfe Deutschlands
- August Fuhst († 1945), sozialdemokratischer Fuhrmann
- Paul Gmeiner (1892–1944), deutscher Politiker
- August Merges (1870–1945), deutscher Politiker und Revolutionär
- Matthias Theisen (1885–1933), deutscher Politiker

Auf dem Stadtfriedhof ohne die Grabstätten des Ausländerfriedhofs ruhen insgesamt 863 Tote des Zweiten Weltkrieges und der nationalsozialistischen Gewaltherrschaft in mehreren großen Gräberfeldern. Auf einem militärischen Ehrenfriedhof befinden sich 210 Soldaten- und Kriegsgräber. Die Aufgabe der Pflege und Instandhaltung der Soldatengräber hat das Land Niedersachsen der Stadt Braunschweig übertragen. Auf dem zivilen Ehrenfriedhof und angrenzend sind 653 Zivilpersonen bestattet worden.
Im Bereich um das Riesebergdenkmal vom 6. Juli 1958 wurden die Opfer der Rieseberg-Morde beigesetzt. Sie wurden am 22. Juli 1953 exhumiert und in Braunschweig obduziert. Die sterblichen Überreste wurden am 21. August eingeäschert und die Urnen wurden am 14. November 1953 an dieser Stelle beigesetzt.
In der Gemeinschaftsanlage ausländischer Arbeiter sollen ausländische Arbeiterinnen und Arbeiter beerdigt worden sein, die im Zweiten Weltkrieg durch Zwangsarbeit und Bombenangriffen ums Leben gekommen sind.
Neben dem Jüdischen Friedhof befindet sich ein Gräberfeld auf dem von 1944 bis 1945 die Asche von umgekommenen Juden verstreut wurde, die Zwangsarbeit im KZ-Außenlager Schillstraße, in der Jutespinnerei und in der SS-Reitschule leisten mussten. Dort befindet sich heute eine Gedenkstätte mit Gedenkstein.
Auf einem anonymen Gräberfeld wurde die Asche von ermordeten unheilbar psychisch Kranken und geistig Behinderten verteilt, die 1939 bei dem durch Adolf Hitler verordneten sogenannten Gnadentod umkamen. Ferner wurden hier Opfer von Euthanasie und KZ-Opfer  aus den Jahren 1940 bis 1945 beigesetzt.

### Ehrenfriedhof
Auf dem zivilen Ehrenfriedhof entstand ein Gräberfeld, auf dem die Opfer des Luftangriffs auf Braunschweig vom Oktober 1944 beerdigt wurden. Auf diesem wurde am 18. November 1962 ein Ehrenmal für die Toten des Krieges, der Gewaltherrschaft und der Vertreibung errichtet.

### Ausländerfriedhof
Auf dem Ausländerfriedhof wurden 1211 ausländische Staatsangehörige begraben, die meisten davon sind Zwangsarbeiter und Kriegsgefangene sowjetischer (833) und polnischer (351) Herkunft. Weitere bestattete Ausländer sind: 5 Belgier, 2 Bulgaren, 1 Däne, 2 Esten, 2 Franzosen, 1 Grieche, 2 Israelis, 46 Jugoslawen, 2 Kroaten, 1 Lette, 6 Litauer, 13 Niederländer, 4 Rumänen, 10 Slowaken, 18 Tschechoslowaken, 10 Ukrainer und 3 Ungarn. In Einzelgräbern wurden 698 der ausländischen Staatsangehörige bestattet. 513 Personen, die meisten Opfer des Bombenangriff auf Braunschweig am 15. Oktober 1944, ruhen in einem Massengrab. Auf dem Ausländerfriedhof befinden sich drei steinerne Ehrenmale, das Sowjetische, Polnische und Ukrainische Ehrenmal.
Die im Süden liegenden Gräber sind als Reihengräber – nahezu ohne Grabsteine – angelegt, die meisten nur von Efeu bewachsen. Es sind die Gräber der Zwangsarbeiter aus Osteuropa, die durch Zwangsarbeit oder Bombenangriffe in der Zeit von 1939 bis Kriegsende 1945 ums Leben kamen. In den im Norden liegenden Reihengräbern, die ebenfalls von Efeu bewachsen sind, liegen ehemalige Zwangsarbeiter, die nach 1945 nicht in ihre Heimat zurückkehrten. Die meisten Grabsteine aus den Jahren 1945 bis 1954 sind dort in der jeweiligen Landessprache beschriftet. Die sterblichen Überreste von 50 sowjetischen Kriegsgefangenen, die auf verschiedenen Braunschweiger Friedhöfen bestattet waren, wurden 1975 in ein Massengrab umgebettet. Dieses ist mit einem Gedenkstein kenntlich gemacht worden.
Der Ausländerfriedhof, auf dem auch Bäume auf den Gräbern wachsen, ist direkt vom Brodweg zugänglich.

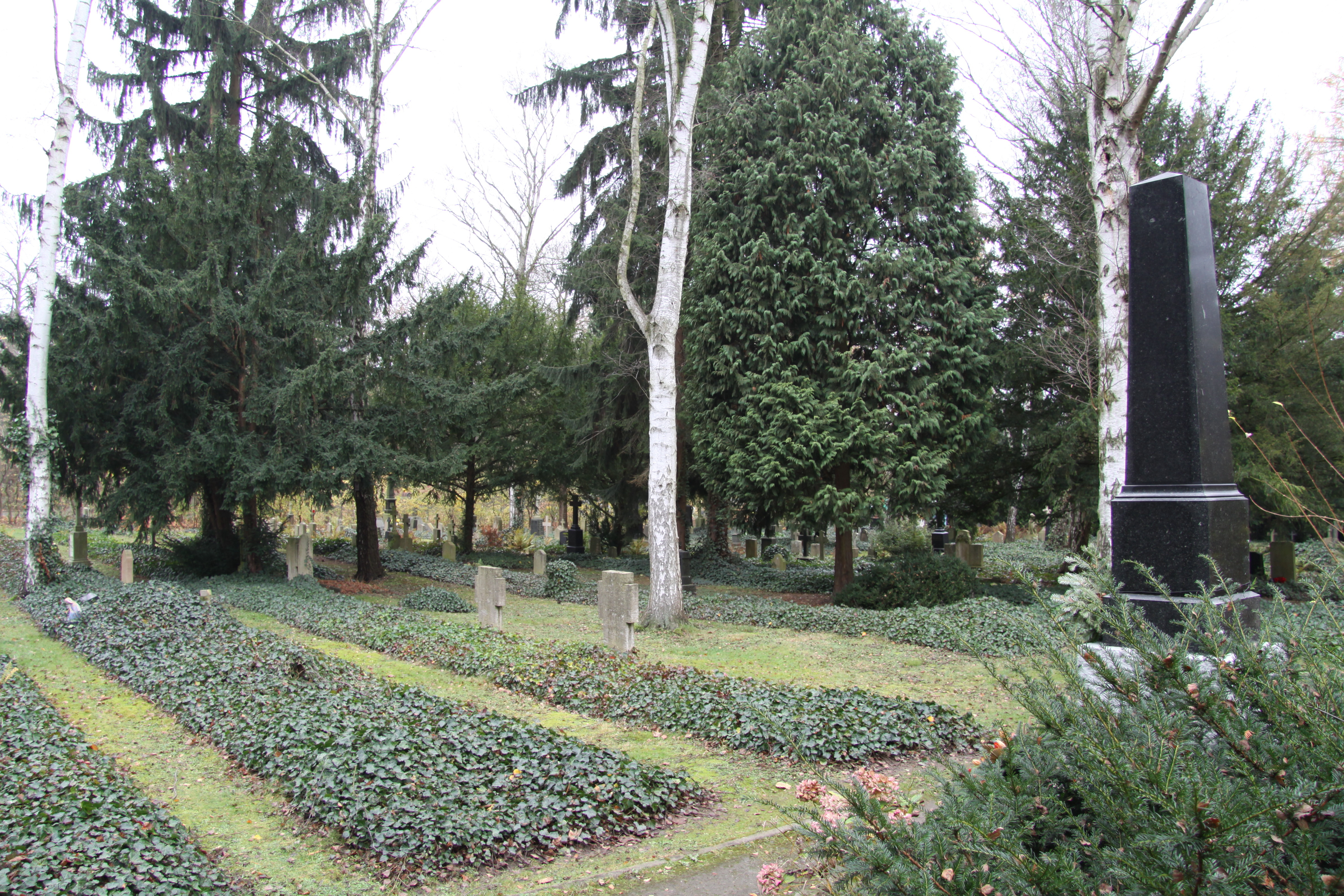
Blick auf den Ausländerfriedhof (südlicher Teil), rechts am Rande ist das Polnische Ehrenmal zu sehen.
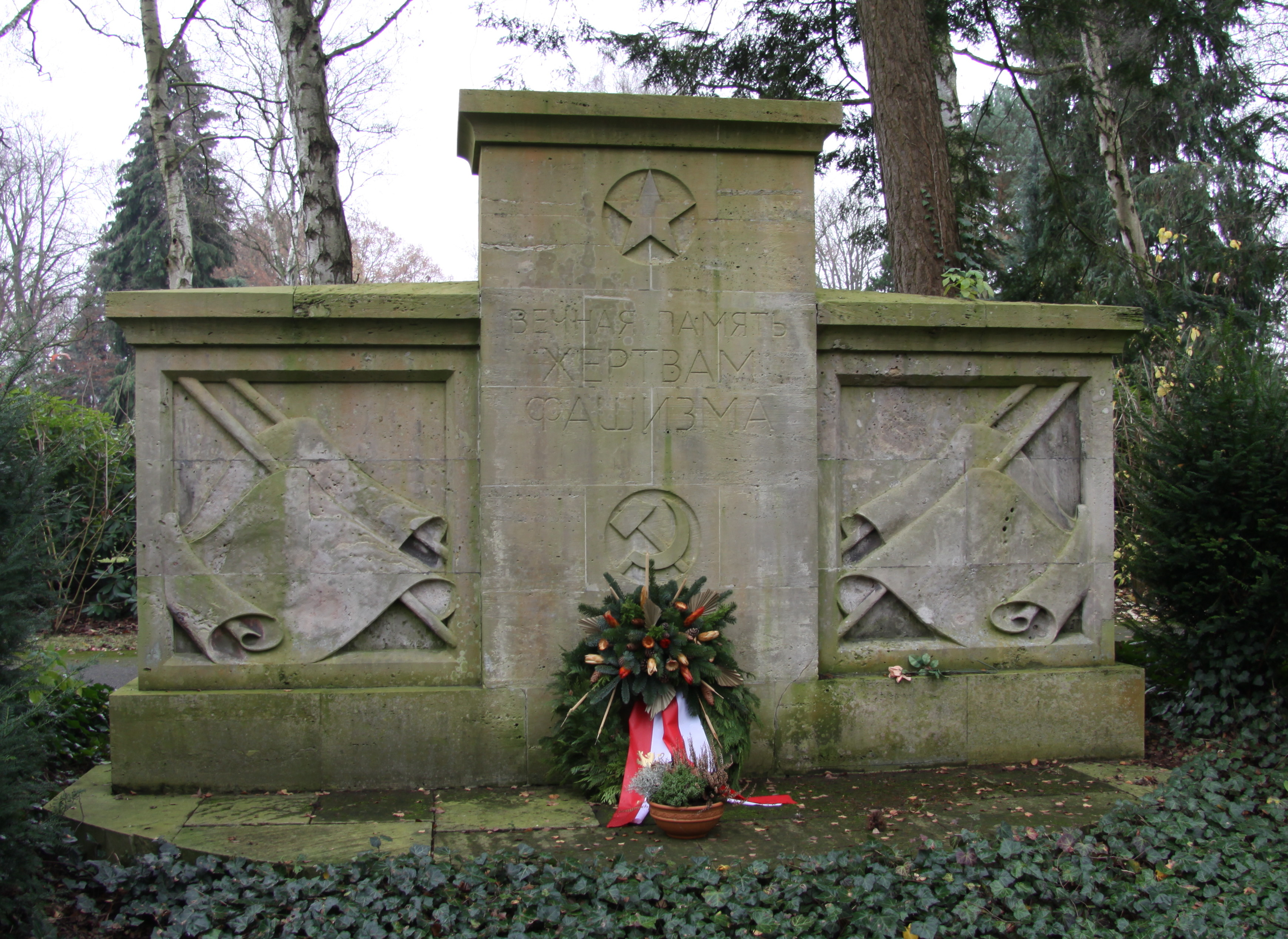
Sowjetisches Ehrenmal aus Elmkalkstein auf dem Ausländerfriedhof. Inschrift auf dem Mittelteil in Deutsch etwa: „Gedenkstätte der Opfer des Faschismus“
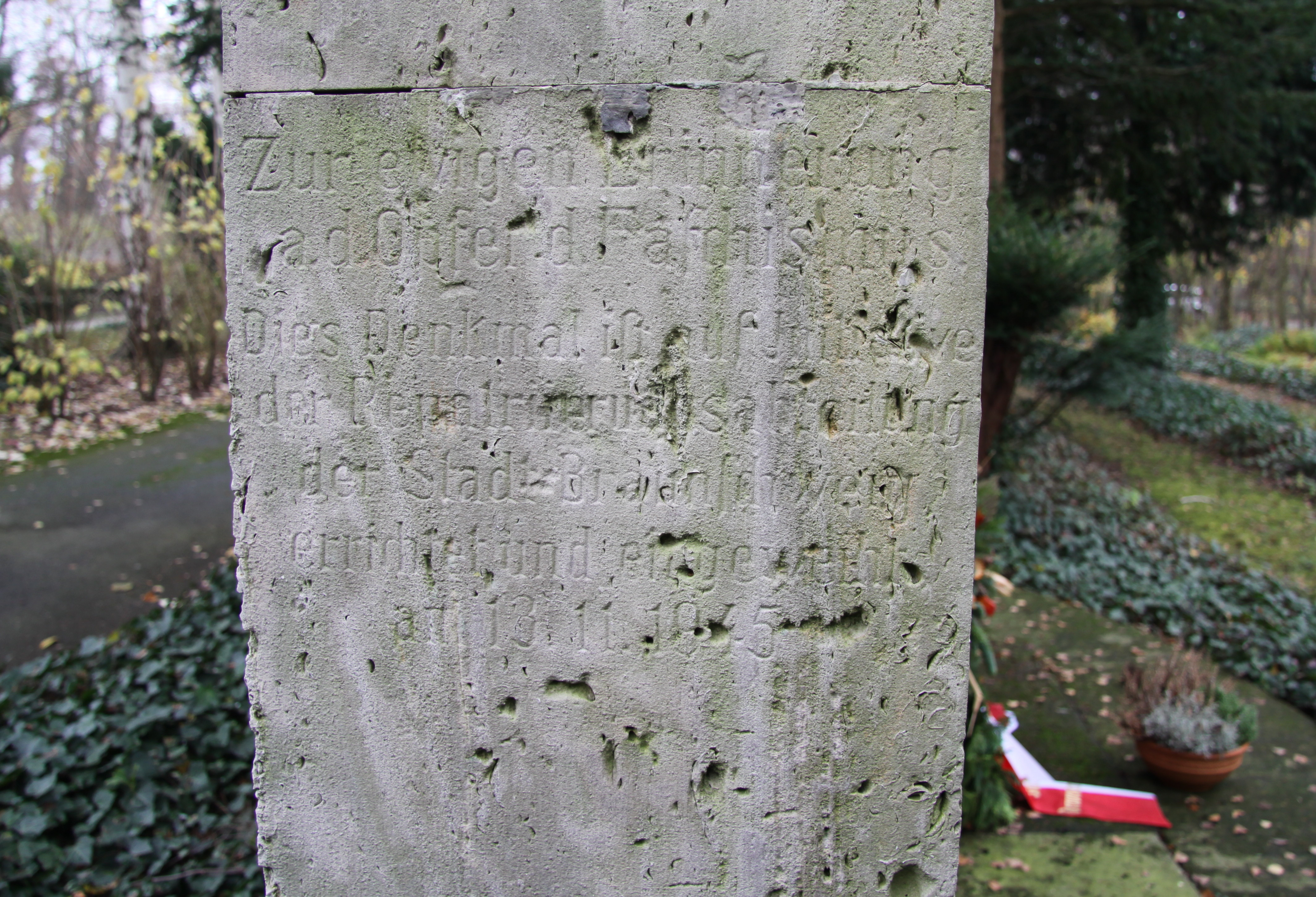
Inschrift auf der Ostseite des Sowjetischen Ehrenmals: „Zur ewigen Erinnerung a. d. Opfer des Faschismus. Dies Denkmal ist auf Initiative der Repatriierungsabteilung der Stadt Braunschweig errichtet und eingeweiht am 13. 11. 1945.“
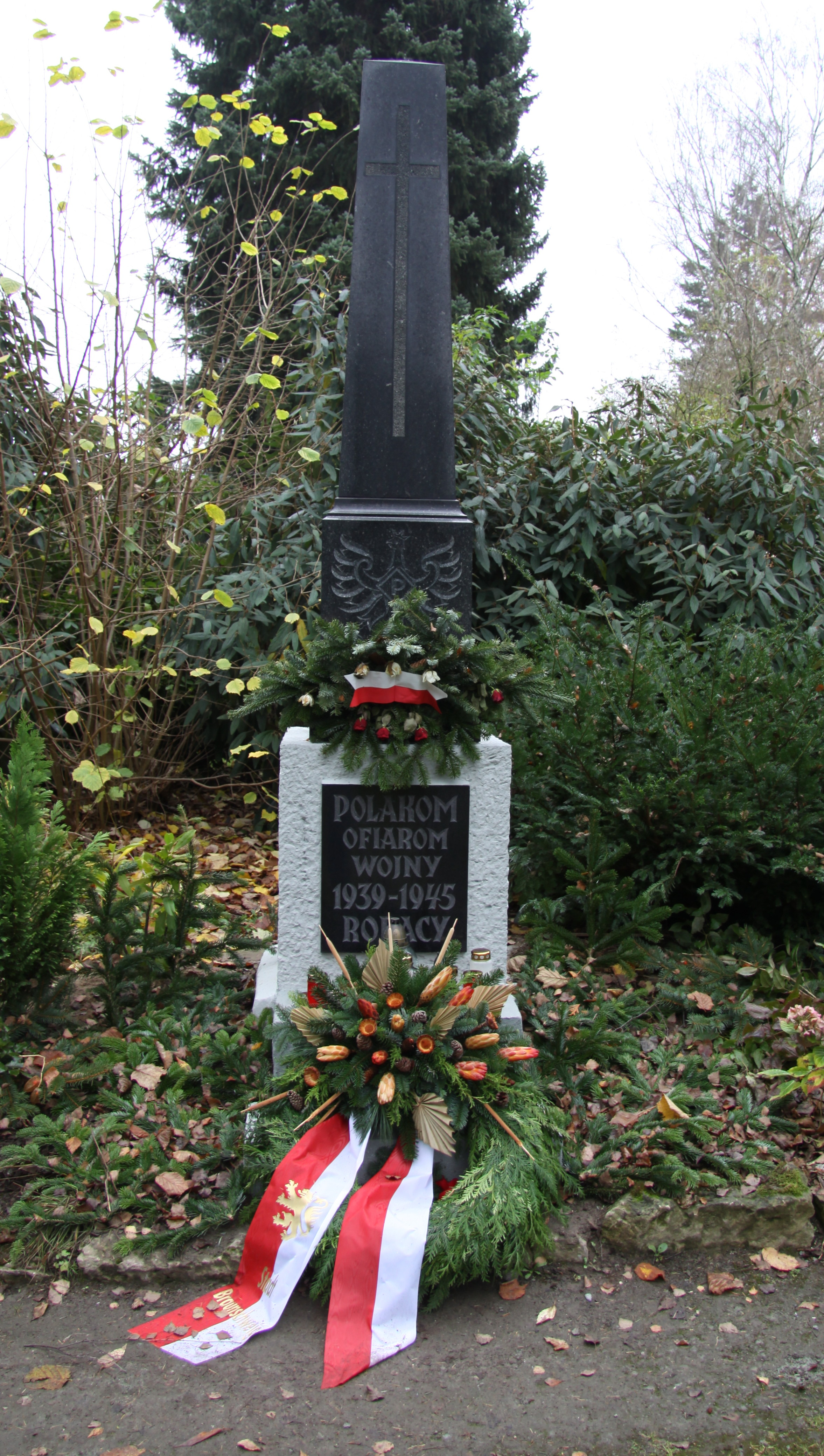
Polnisches Ehrenmal auf dem Ausländerfriedhof, Inschrift: „Den Polen, den Opfern des Krieges 1939–1945. Die Landsleute.“
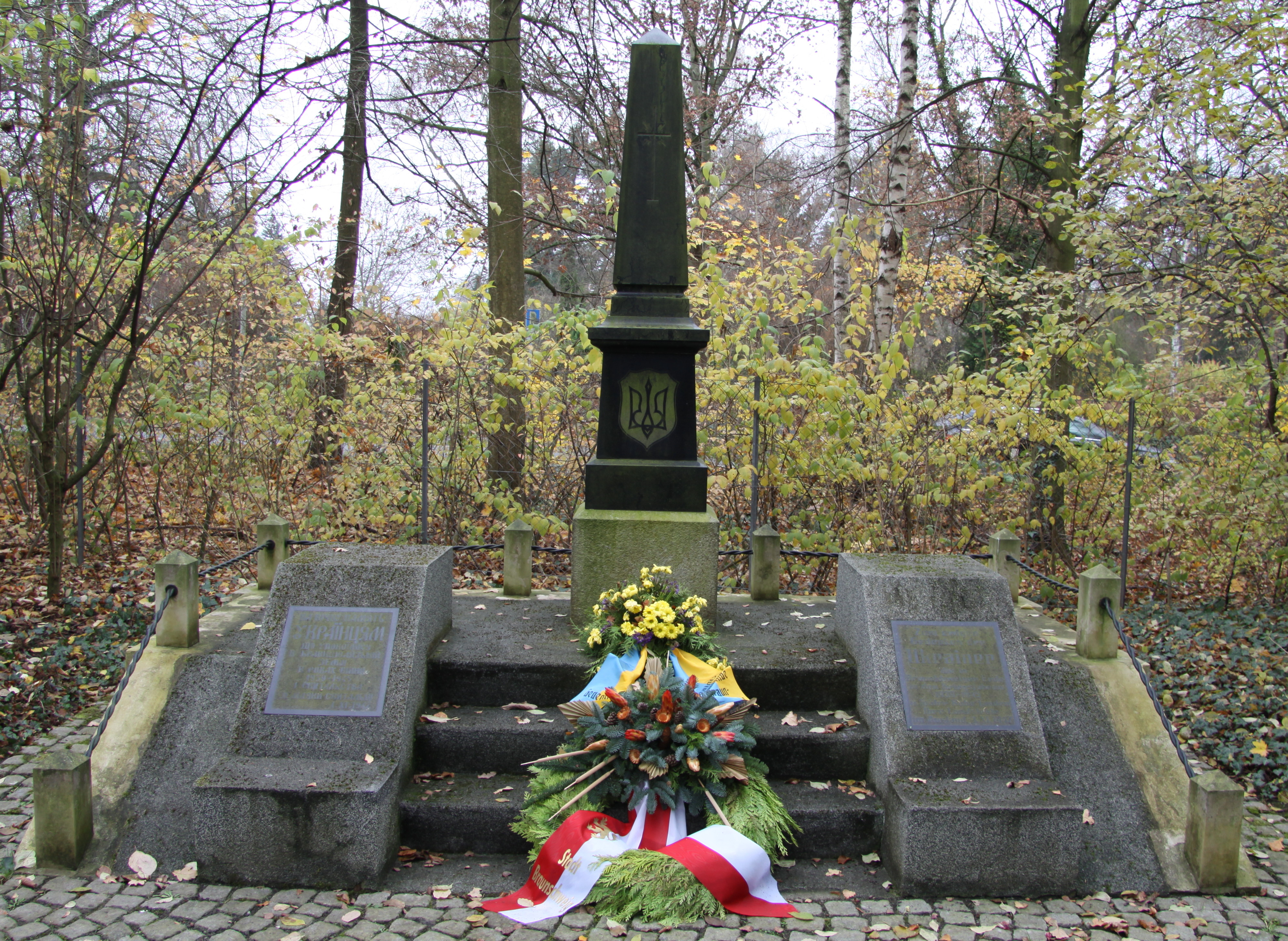
Ukrainisches Ehrenmal auf dem Ausländerfriedhof.
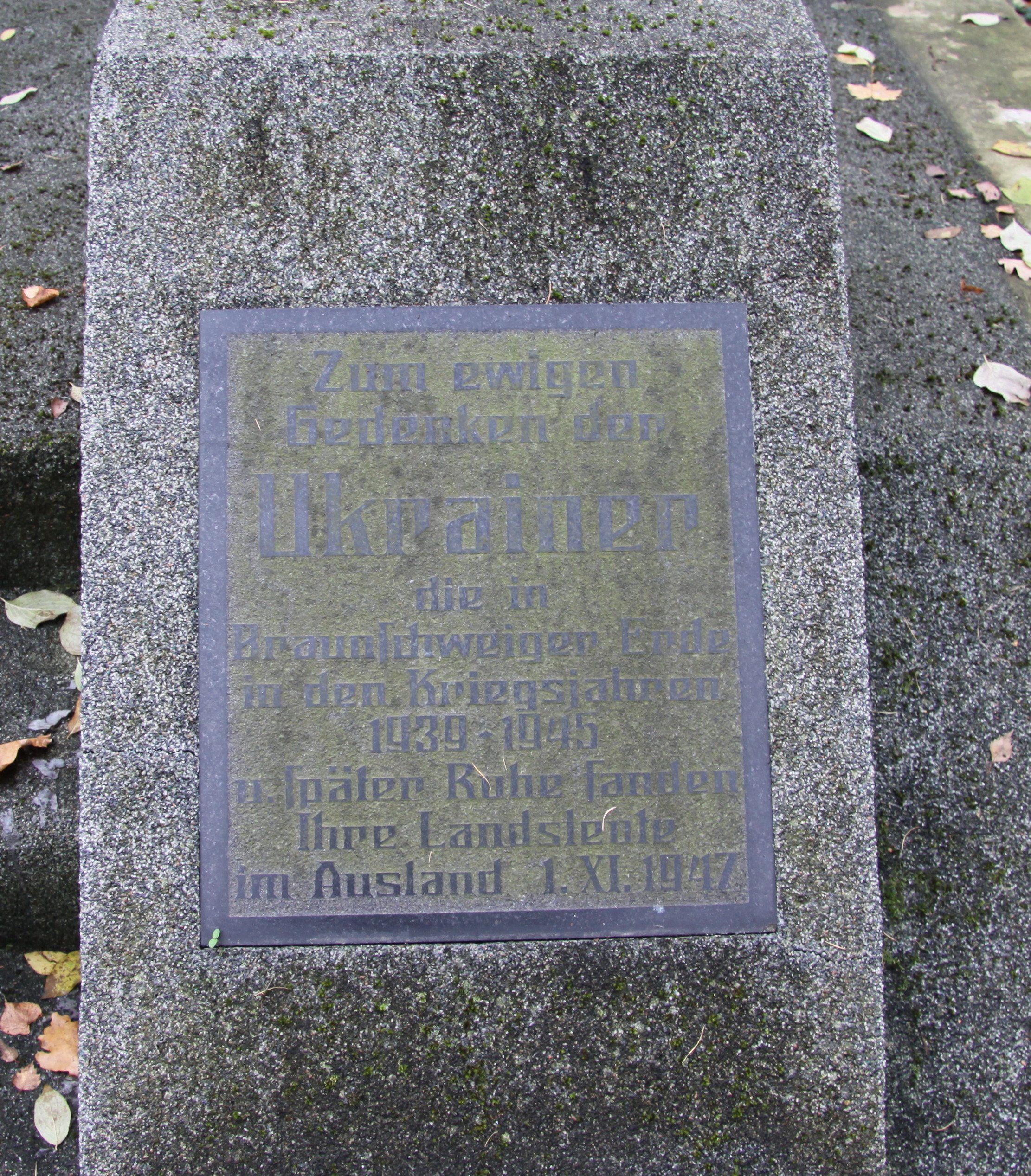
Inschrift auf dem Ukrainischen Ehrenmal: „Zum ewigen Gedenken der Ukrainer, die in Braunschweigen Ende in den Kriegsjahren zu später Ruhe fanden. Ihre Landsleute im Ausland. 1. X. [Oktober] 1947“